# كفر المراغة
قرية كفر المراغة هي إحدى القرى التابعة لمركز منيا القمح في محافظة الشرقية في جمهورية مصر العربية. حسب إحصاءات سنة 2006، بلغ إجمالي السكان في كفر المراغة 1116 نسمة، منهم 568 رجل و548 امرأة.